# Serica pallida
Serica pallida är en skalbaggsart som beskrevs av Hermann Burmeister 1855. Serica pallida ingår i släktet Serica och familjen Melolonthidae. Inga underarter finns listade i Catalogue of Life.